# 陶 (山口市)
陶（すえ）は、山口県山口市の地名。郵便番号は754-0891（小郡郵便局管区）。

## 歴史
陶丸尾は山口県水平社の発祥の地である。部落解放運動に熱心で、山口県水平社創立に尽力した下枝主税、森岡数雄、柳井傳一や部落解放同盟全国連合会副委員長の亀井広敏 などを輩出した。

## 経済

### 産業
店・企業

| - アウトバーン山口 - 亜細亜警備保障 山口営業所 - 池田ハルク 山口営業所 - クニモト建設 陶処分場 - 坂本造園 - 佐藤建具店 - 三京商会 - 山陽センコー運輸 山口営業所 - 下枝工業 - 積水ハウスリフォーム 山口営業所 - YD工業 - とくぢ味噌 | - 中井産業 - ホームケアサービス山口 山口店 - 藤井商店 - 藤井組 - ポプラ 山口南店（コンビニ） - 山口金属曲板工業 陶工場 - 山口日野自動車 本社 - 山口陶簡易郵便局（日本郵便） - 山口産機 - ロール |

## 地域

### 教育
- 山口市立潟上中学校
- 山口市立陶小学校
- 西円寺幼稚園
- 陶保育園

### 健康
- 動物病院ワンダークリニック
- 日吉台内科医院

### 施設
宗教
- 天理教東陶分教会
- 円覚寺（浄土真宗本願寺派）
- 西円寺（浄土真宗本願寺派）
- 正護寺（臨済宗）[4] - 陶弘政の創建[4]。境内に陶弘政の墓がある[4]。
- 恵比須社
- 八雲神社
- 寄舟神社

組合
- JA山口中央陶支所

駐在所
- 山口南警察署陶警察官駐在所

ビル、マンション、アパート等
- アイパレスメリディー
- エコライフ新山口
- コーポTSU
- シャーメゾンアオイ
- 陶丸尾北住宅1-7
- 積水ハウス西日本教育訓練センター寮、同山口寮
- マルワハイツ
- メルカートE棟、同N棟、同S棟
- レオパレスあかつき
- レオパレスまほろば陶1、2
- レオネクスト小郡
- レーベンハイツ

その他
- 特別養護老人ホーム 温泉ホーム日吉台
- 老人保健施設日吉台
- 陶ふれあいセンター（山口市陶隣保館）
- 山口市陶地域交流センター
- 山口県動物愛護センター

### 史跡
- 国指定史跡 陶陶窯跡（すえのすえかまあと）

## 交通

### 道路
- 小郡道路
  - 陶インターチェンジ

## 出身・ゆかりのある人物
- 柳井等（実業家） - 牛馬商・柳井周吉の息子。宇部でメンズショップ小郡商事を創業。ファーストリテイリング代表取締役会長兼社長柳井正の父。
- 柳井政雄（部落解放運動家、実業家、政治家、ヤクザ） - 小郡大正町の小郡商事代表者。全日本同和会会長。柳井正の伯父。